# Mérinos
Pour les articles homonymes, voir Mérinos (entreprise).

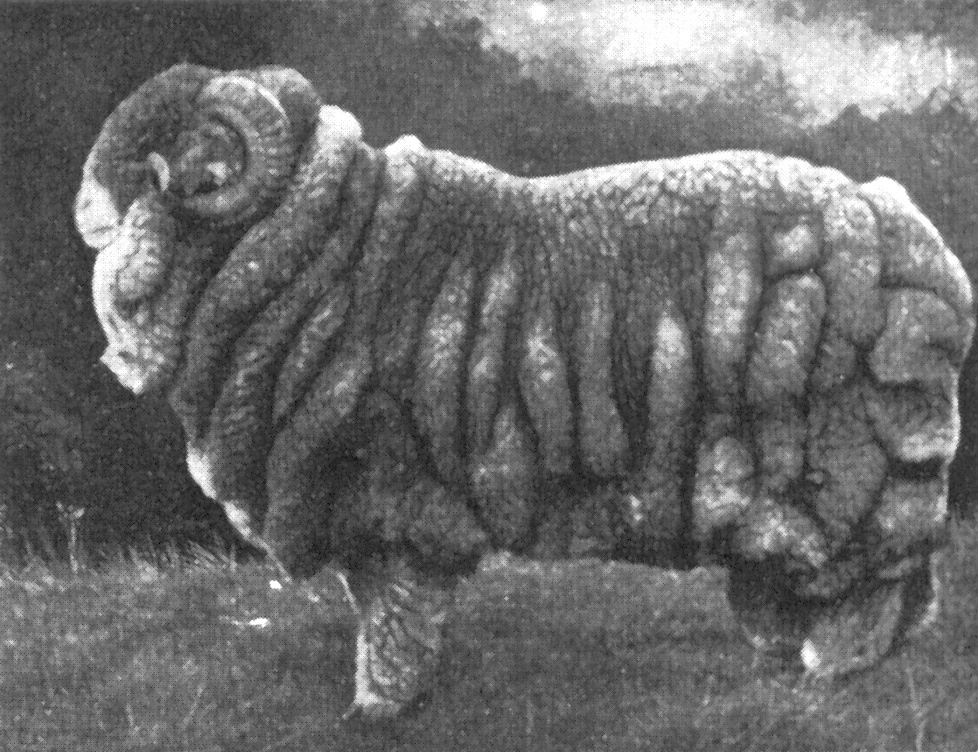
Individu primé (Champion) de sa race à Sydney (Australie) en 1905 (lors du Sydney Sheep Show).

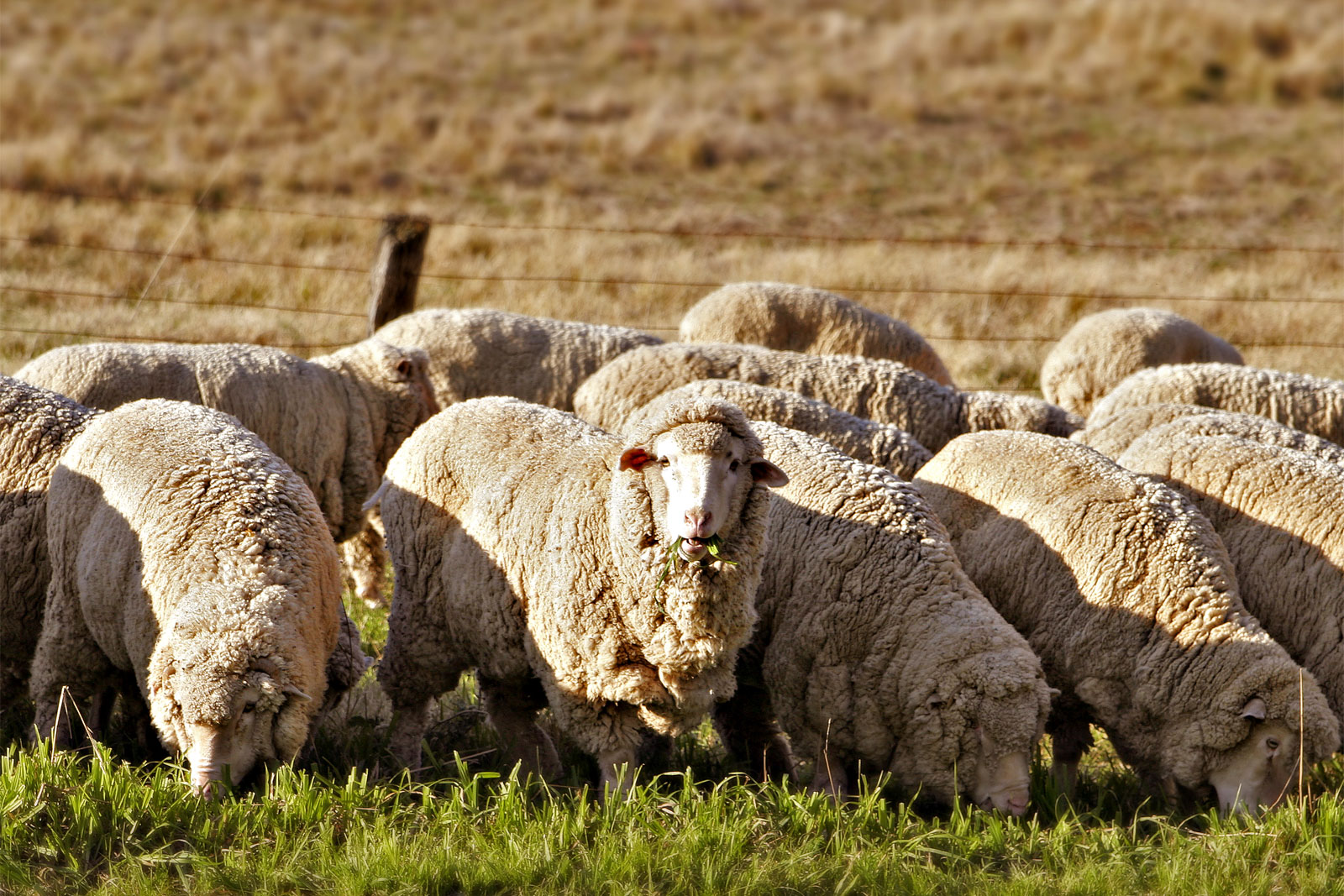
Troupeau de mérinos.

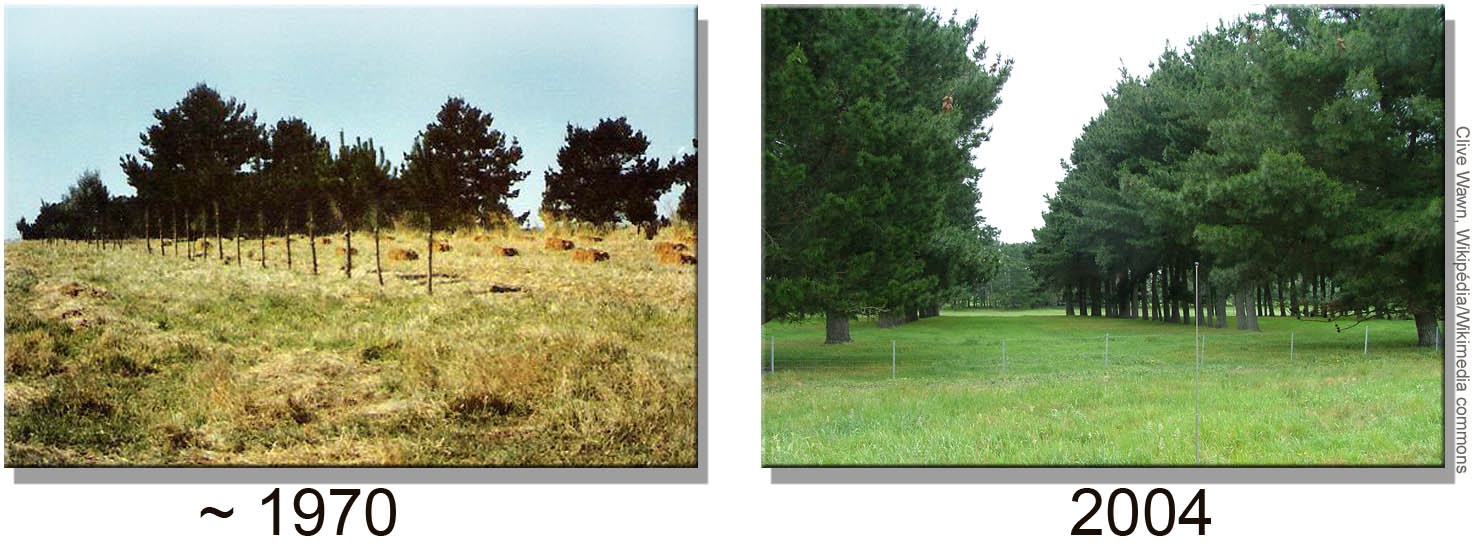
Agrosylviculture et agropastoralisme, avec pacage de mérinos sous des pins (Pinus radiata) plantés vers en 1970.

Le mérinos (prononcé : /meʁinos/) est une race ovine originaire d'Espagne élevée principalement pour sa laine.

## Étymologie
Le substantif masculin,,,, « mérinos » est un emprunt,, à l'espagnol merinos, masculin pluriel de l'adjectif merino. On accepte communément deux origines  pour le mot espagnol :
- Merino viendrait du terme espagnol merindad désignant une parcelle de terre en Espagne médiévale. Le merino, l'inspecteur chargé de contrôler le terrain, était également chargé de recenser les moutons, et pourrait leur avoir légué son appellation.

- Merino tirerait son origine du nom d'une tribu berbère, les Mérinides ou Ait Merin  (en castillan, Benimerines) qui vint au secours du royaume de Grenade durant les XIIIe et XIVe siècles.

## Production lainière
La race des mérinos a été créée pour produire une laine de qualité. Elle est recherchée pour sa finesse (exprimée en micromètres) et sa blancheur, laquelle provient d'un fastidieux processus de croisements de moutons à travers les siècles, faisant des moutons mérinos une race dite « pure ». En effet, contrairement à la croyance populaire, la laine n'est pas toujours blanche, mais se matérialise plutôt en une déclinaison de couleurs variant entre le crème, le gris, le beige, le brun et le noir,. De nos jours, 90 % de la laine mérinos utilisée par l'industrie de la mode vient d'Australie. Des années 1990 à l'aube de l'an 2000, le prix de la laine est au plus bas, à cause de surstocks importants ; depuis, il ne cesse de remonter alors que le pays maitrise sa production. Les trois quarts de cette production sont traités en Chine et les meilleurs lots en termes de qualité partent en Italie.
Trois-quarts des fermiers australiens pratiquent, de façon routinière, le mulesing.

## Histoire
Le mérinos trouve son origine en Asie Mineure. Introduit en Afrique du nord par les Phéniciens, il est implanté en Espagne, dans l'Al-Andalus, à la fin du XIIe siècle, par les Maures. Le royaume espagnol conserve un véritable monopole des laines fines jusqu'au XVIIIe siècle, période qui voit la race introduite dans plusieurs pays dont la France à l'initiative de Daubenton dans la région de Montbard, à la veille de la Révolution, où les croisements de béliers mérinos avec des brebis locales donnent une race métisse Mérinos. Les colonies australiennes reçoivent des mérinos d'Espagne à la fin du XVIIIe siècle, et par l'acclimatation de cette race et la sélection, créent la race mérinos moderne.
Le Mérinos, de la race Don Pedro, est importé d'Espagne en Amérique par Éleuthère Irénée du Pont de Nemours en avril 1801 à Wilmington, Delaware, où il fonde la société qui deviendra la multinationale DuPont et qui élève alors des moutons, en privilégiant la race mérinos. Le bélier espagnol a servi alors à féconder des brebis et la laine cultivée à Wilmington s'est améliorée. Les moutons sont ensuite transférés à Horn Point, sur les côtes sud du comté de Dorchester dans le Maryland.
Son père, Pierre Samuel du Pont de Nemours est le président de la commission nommée par le gouvernement français pour sélectionner les meilleurs mérinos d'Espagne et les ramener en France. Quatre d'entre eux sont envoyés aux États-Unis, dont un est destiné au président Thomas Jefferson, qui s'intéresse au développement du marché de la laine depuis 1794, car il souhaite que le pays puisse résister à l'emprise du coton britannique, qui s'impose partout grâce au succès des premiers entrepreneurs du coton britannique. Trois des quatre moutons périssent en route, mais le dernier rend les services espérés. En 1802, c'est un ami de Thomas Jefferson et de Pierre Samuel du Pont de Nemours, l'ambassadeur des États-Unis en France Robert Livingston qui importe deux moutons de l'école vétérinaire de Chalons vers sa propriété de l'Hudson, le capitaine du navire estimant avoir accompli un acte patriotique, car le mouton permettait de lutter contre l'Angleterre.
La mise en place de programmes de sélection génétique poussés en Australie donne, après plusieurs décennies de croisements, une race dotée d'une peau très plissée avec une surabondance de laine qui ne se perd pas, d'où une tonte obligatoire pour éviter de sérieux problèmes de santé (voir les cas emblématiques des moutons Chris (en) et Shrek),. 
Dès 1801, Napoléon Bonaparte, Premier Consul lança un vaste projet d’élevage, visant à la production en quantité, à la fois bouchère et lainière, pour s'affranchir du quasi-monopole anglais du coton.
Entre 1804 et 1807, Napoléon empereur crée six « bergeries impériales », quatre en France (Provence, pays Nantais, Landes et Puy de Dôme), une à Trèves et une à Aix-la-Chapelle pour en encourager l'élevage. Les laines seront utilisées en partie pour l'habillement des troupes. Joséphine, elle-même, crée sa bergerie à la Malmaison et Fouché, ainsi que Talleyrand, élèvent des Mérinos et spéculent sur la laine, améliorée et devenue plus rentable grâce aux croisements avec des brebis françaises. En 1803, déjà, un mouton acheté 100 frs en Espagne, en rapportait le triple en France.[réf. souhaitée]

## Reproduction
Comme chez le chien ou le porc, qui sont des espèces ayant subi de récentes et fortes pressions de sélection impliquant parfois la consanguinité de reproducteurs, le bélier mérinos est touché par des malformations congénitales susceptible d'affecter sa santé et sa fertilité (4 % des jeunes béliers mérinos sont touchés par des problèmes de non-descente de testicules (« cryptorchidie »).

## Caractéristiques
La qualité de la laine est appréciée via la finesse (diamètre de la fibre mesurée en micromètre, critère majoritaire) et la longueur mesurée en millimètre (de 65 à 100 mm). La laine est catégorisée en : épaisse (entre 23 et 24,5 µm), médium  (19,6 et 22,9 µm), fine (entre 18,6 et 19,5 µm), superfine (entre 15 et 18,5 µm) et ultrafine (11,5 et 15 µm). Cette finesse (les autres laines de mouton ont un diamètre de fibre moyen de 37 µm) fait que les tenues en laine mérinos sont ultra légères, sèchent très vite, isolent mieux, ne grattent pas et sont infroissables.